# Elmadağ
Elmadağ este un oraș district din Turcia.

## Diviziuni administrative

### Oraș
- Elmadağ

### Cartiere
- Akçaali
- Kayadibi
- Süleymanlı
- Tekkeköy

### Sate
- Așağıkamıșlı
- Deliler
- Ediğe
- Karacahasan
- Kușçuali
- Taburlar
- Yukarıkamıșlı